# Molntjärnen (Dalby socken, Värmland)
Molntjärnen är en sjö i Torsby kommun i Värmland och ingår i Göta älvs huvudavrinningsområde.